# Ducesa Charlotte Frederica de Mecklenburg-Schwerin
Charlotte Frederica de Mecklenburg-Schwerin (n. 4 decembrie 1784, d. 13 iulie 1840) a fost prima soție a regelui Christian al VIII-lea al Danemarcei din 1806 până în 1810 înainte ca el să devină rege al Danemarcei. A fost fiica lui Frederic Francis I, Mare Duce de Mecklenburg-Schwerin și a Prințesei Louise de Saxa-Gotha-Altenburg.

## Arbore genealogic
1. ↑   https://www.challenges.fr/monde/vatican-le-mystere-reste-entier-sur-la-disparition-d-emanuela-orlandi_663670 Lipsește sau este vid: |title= (ajutor)
2. 1 2   https://books.google.es/books?id=KSPoSUzDeuMC&dq=ami%20de%20la%20religion%20anhalt%20Coethen&hl=es&pg=RA1-PA249#v=onepage&q&f=false Lipsește sau este vid: |title= (ajutor)